# 비스페놀 A
비스페놀 A(Bisphenol A)는 플라스틱 병, 플라스틱 식품 용기, 치과 재료, 금속 식품과 유아용 캔의 내부 벽면에서 흔히 발견된다. 오늘날 종이가 주로 인쇄 목적으로 점토를 함유한 BPA로 코팅되어 있기 때문에 식료품점과 식당에서 흔히 사용되는 영수증 용지에서도 BPA가 노출될 수 있다.
BPA는 잘 알려진 내분비 교란물질로, 많은 연구에서 낮은 수치에 노출된 실험동물이 당뇨병, 유방암, 전립선암, 정자수 감소, 생식 문제, 이른 성숙기, 비만, 신경학적 문제의 정도를 심화시킨다는 것을 밝혀냈다. 초기 발달단계는 그 효과에 가장 민감한 시기인 것으로 보이며, 일부 연구에 태아기간의 노출을 이후의 신체적, 신경학적 어려움과 연계되어있는 것으로 드러났다. 규제 기관들은 인간의 안전 수준을 결정했지만, 그러한 안전 수준은 현재 의문시되고 있거나 새로운 과학 연구의 결과로 검토되고 있다. 미국에서 임산부가 노출되는 화학물질의 수를 조사한 2011년 연구에서는 여성의 96%에서 BPA가 발견되었다